# Idaea insulensis
Idaea insulensis är en fjärilsart som beskrevs av Frederick H. Rindge 1958. Idaea insulensis ingår i släktet Idaea och familjen mätare. Inga underarter finns listade i Catalogue of Life.